# Oak Park (Illinois)
Oak Park (letteralmente: parco delle querce) è un comune (village) degli Stati Uniti d'America, nella Contea di Cook, nello stato dell'Illinois. È un sobborgo di Chicago posto al confine con il lato ovest della città.
Oak Park ha un facile accesso al centro di Chicago (chiamato il "Chicago Loop") grazie ai mezzi pubblici di trasporto come le linee metropolitane "Chicago L" Blu e Verde, gli autobus della CTA ("Chicago Transit Authority"), e le linee pendolari della Metra. Nel censimento del 2000, il comune aveva una popolazione totale di 52 524 abitanti, passati a 51 878 nel 2010.

## Storia
Nel 1837 Joseph Kettlestrings acquistò 172 acri (circa 0,7 km² pari a 67 ettari) di terra proprio a ovest di Chicago. Dal 1850 fu realizzata la linea ferroviaria "Galena and Chicago Union Railroad" che partiva da Elgin (Illinois) e attraversava il territorio dove poi sarebbe nata Oak Park.
Negli anni 1850 questo terreno era parte del sobborgo di Chicago chiamato Cicero. La popolazione della zona ebbe una crescita enorme negli anni 1870 in seguito al trasferimento degli abitanti di Chicago (dove si era sviluppato un grande incendio) a Cicero.
Oak Park nasce formalmente nel 1902 staccandosi da Cicero in seguito a un referendum.
Anche ad Oak Park vennero applicate le leggi che vietavano le bevande alcoliche (proibizionismo): fin dal momento della sua costituzione ne era vietata la vendita in tutto il territorio. Il divieto venne alleggerito nel 1973, quando ristoranti e alberghi sono stati autorizzati a servire alcolici. Un'ulteriore attenuazione venne concessa nel 2002 dando il permesso a negozi alimentari selezionati di vendere liquori confezionati. 

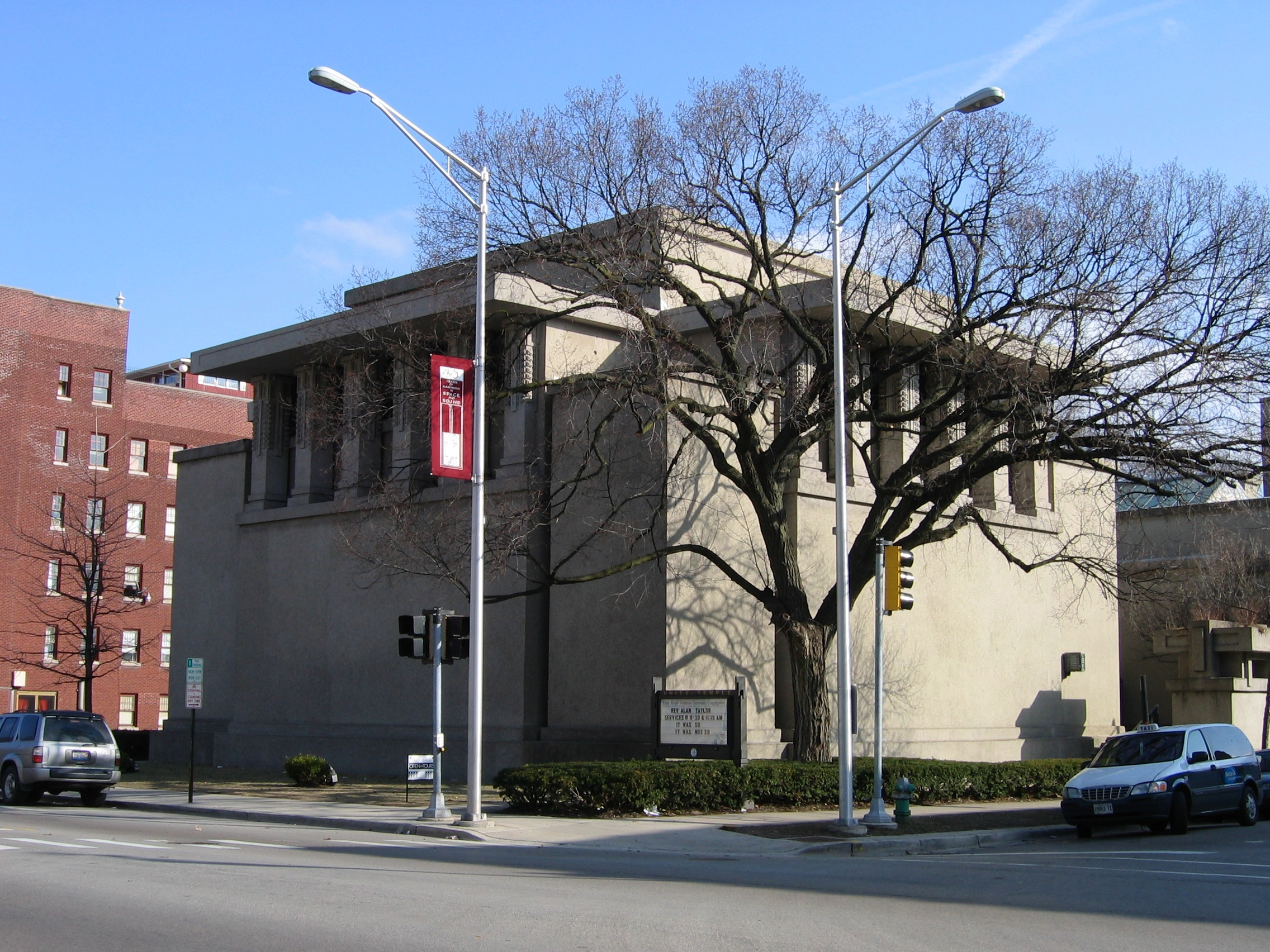
L'"Unity temple", progettato da Frank Lloyd Wright (foto: marzo 2006)

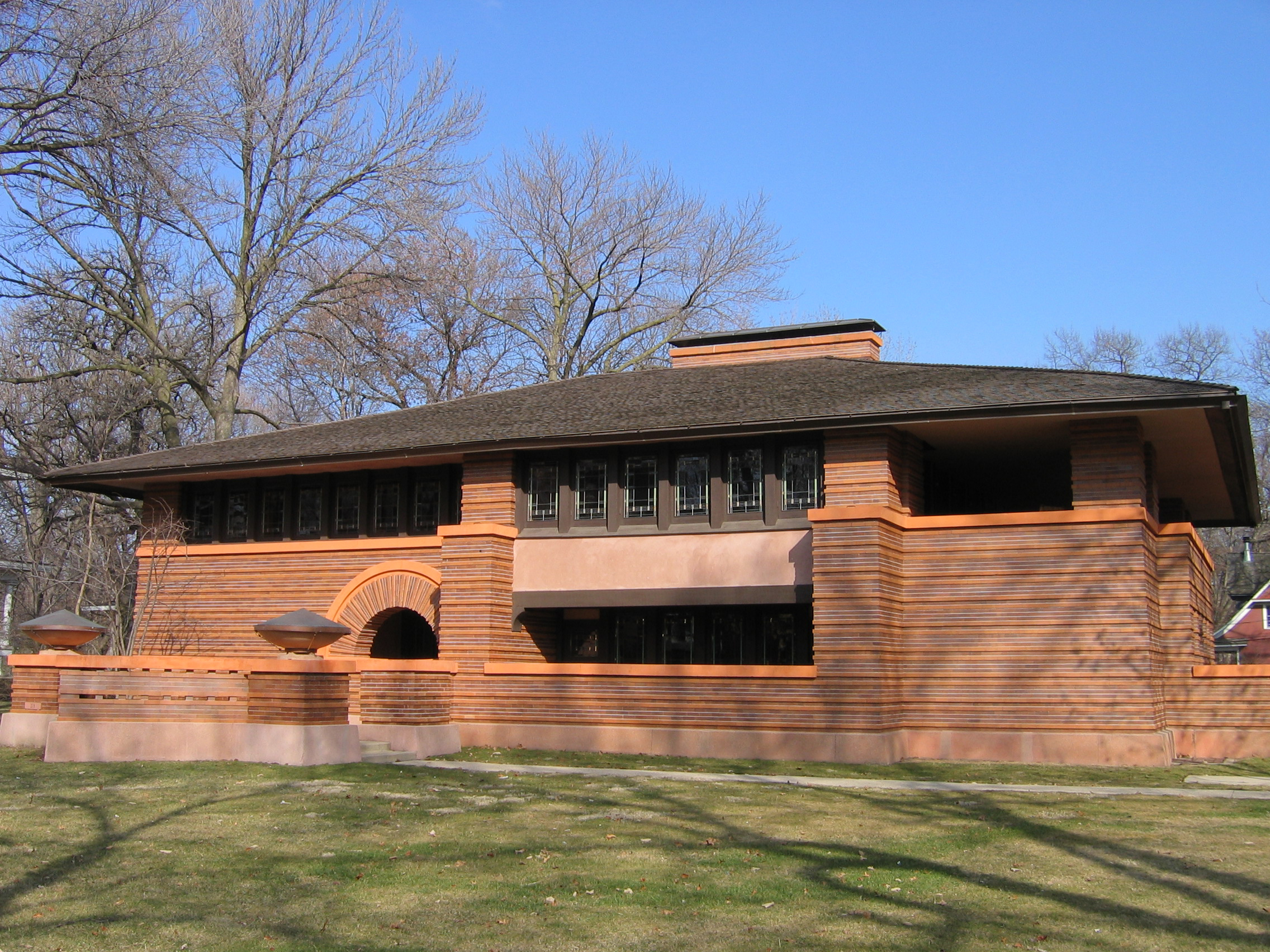
La "Arthur Heurtley House" in Forest Avenue, progetto di Frank Lloyd Wright (foto: marzo 2006)

Lo sviluppo di case, parchi ed eccellenti scuole conferiscono un'ottima immagine di Oak Park tra i sobborghi di Chicago. 
In tempi recenti la composizione demografica è tendenzialmente mutata passando da residenti stabili e di tendenze conservatrici a una popolazione più giovane, aperta e liberale. 
La divisione tra vecchi e nuovi residenti è stata messa in evidenza da uno studio ufficiale sugli abitanti del 2004, dove si è rilevato che più della metà della popolazione attuale viveva a Oak Park da meno di dieci anni e un terzo da meno di cinque.
Nel sobborgo si è cercato di mantenere un equilibrio tra conservazione degli aspetti storici e sviluppo economico. Due esempi:
- Lake Street (tra Harlem Avenue e Forest Avenue).
Nei primi anni settanta la tendenza degli urbanisti era quella di chiudere i centri delle città al traffico automobilistico. Così avvenne anche a in Lake Street. Ma anche se il centro risultava più tranquillo verso la fine degli anni ottanta si è constatato un calo delle attività commerciali e la chiusura di negozi. In accordo con gli abitanti della zona il comune ha studiato un piano di rinnovamento che rendesse attraente la zona anche ai non residenti (riapertura di Lake Street al traffico automobilistico, creazione di due parcheggi ben progettati e discreti, ecc.). I lavori sono iniziati nel 1989; già nel 1990 si è registrata una nuova vitalità nel quartiere per la sensibile diminuzione delle dismissioni delle attività commerciali e il notevole aumento di richieste di affitto di abitazioni nella zona[4].
- Marion Street.
Un lungo tratto della strada è stato ristrutturato rifacendo la pavimentazione con mattoni simili a quelli originali del primo '900 e ricostruendo i marciapiedi in pietra blu per evidenziare il carattere storico della zona. Anche la sua illuminazione è stata scelta per ricordare quella presente negli anni venti. Sono stati previsti sistemi di recupero dell'acqua piovana per l'irrigazione degli alberi e piante circostanti. I marciapiedi sono provvisti di sistema di riscaldamento per eliminare in inverno neve e ghiaccio[5]. La realizzazione è stata premiata dall'"American Planning Association"[6].

Oak Park è anche una meta turistica e culturale nella zona di Chicago: sono molte le persone che vogliono vedere i numerosi edifici progettati dal celebre architetto Frank Lloyd Wright. Va ricordato che a Oak Park c'è il maggior numero di edifici progettati da Wright. 
Altre mete culturali sono la casa dove è nato e ha trascorso l'infanzia Ernest Hemingway, il museo a lui dedicato e le tre case nel sobborgo dello scrittore Edgar Rice Burroughs, il creatore di Tarzan.
Oak Park è diventata famosa nei dintorni di Chicago e in tutto l'Illinois per la scuola "Oak Park and River Forest High School", frequentata anche dal vicino sobborgo di River Forest. La scuola è nota per il grande numero di alunni che sono poi diventati famosi, per il numero di insegnanti che hanno ottenuto onorificenze e per i programmi educativi innovativi.
La legge sulla sodomia fu abolita nell'Illinois dopo azioni penali di cittadini contro lo Stato nel 1962. Le unioni civili tra appartenenti allo stesso sesso sono previste solo nella città di Oak Park (vedi la voce Omosessualità e legge negli Stati Uniti d'America).

## Geografia fisica
Oak Park confina a ovest con Chicago. Le due municipalità sono separate dalle strade Austin Boulevard sul lato est di Oak Park e la North Avenue sul suo lato settentrionale. Oak Park confina anche con Cicero (Contea di Cook) a sud, con la Roosevelt Road (da Austin a Lombard) e con Berwyn da Lombard ad Harlem. Harlem è anche il confine occidentale, dove tra la Roosevelt Road e il South Boulevard, confina con Forest Park e tra il North Boulevard e la North Avenue a oriente confina con River Forest.
L'intero sobborgo di Oak Park si trova sulla riva dell'antico "lago di Chicago", che copriva la maggior parte di Chicago durante l'ultima glaciazione e che ritirandosi è diventato l'odierno Lago Michigan.
Ridgeland Avenue nella parte orientale di Oak Park, era la riva del lago e costituiva un vero e proprio crinale montuoso.
Uno dei quattro spartiacque continentali dell'America settentrionale, passa proprio per Oak Park. È la linea di separazione tra il bacino idrografico del golfo del Messico (bacino del fiume Mississippi) e quello dei grandi laghi (bacino del fiume San Lorenzo). Questa linea di separazione tra i bacini è costituita da un leggero rilievo che attraversa il sobborgo da nord a sud e viene ricordata su una placca posta in Lake Street all'intersezione con Forest Avenue.
Secondo l'United States Census Bureau, il sobborgo ha una superficie totale di 12,2 km² (4,7 miglia quadrate). Non sono presenti zone coperte da acqua.

## Servizi pubblici di trasporto

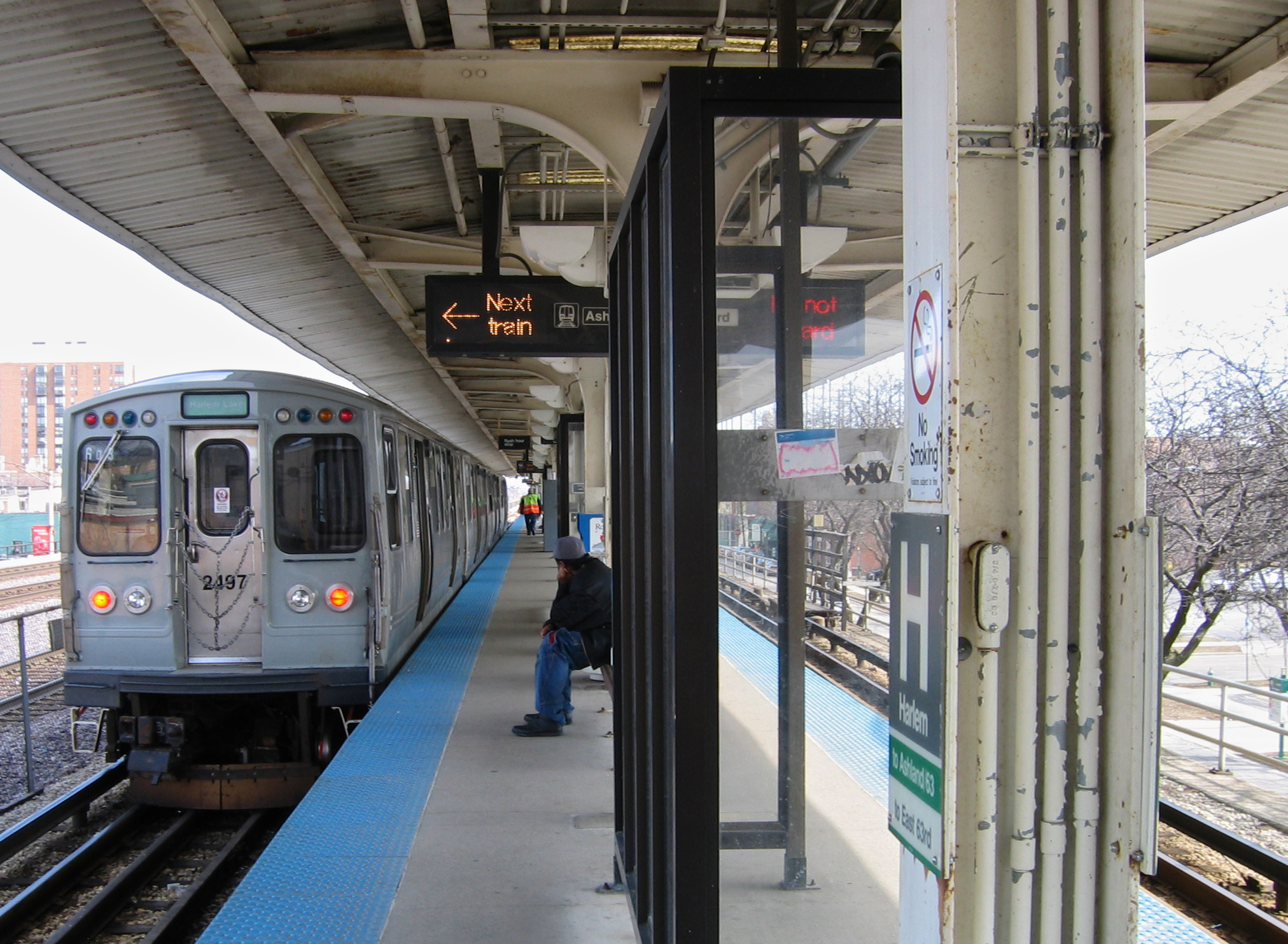
La linea Verde della metropolitana "Chicago L" (foto: marzo 2006)

Si può arrivare a Oak Park da Chicago con entrambe le linee metropolitane chiamate linea Verde e Blu (della "Chicago Transit Authority").
Per i collegamenti tra Oak Park e gli altri sobborghi sono disponibili le linee suburbane di autobus della "Pace Suburban Bus".
Oak Park è anche uno degli oltre 20 sobborghi serviti dalla I-GO Cars (organizzazione non profit per il car sharing di Chicago).
La Eisenhower Expressway (interstatale I-290), in passato chiamata Congresso Expressway, è la principale strada tra Chicago e Oak Park.
Oak Park dispone di un proprio sistema di numerazione delle srade che è simile al sistema utilizzato a Chicago.
A Oak Park l'uso della bicicletta è tradizionalmente molto diffuso.
Il viale Augusta Boulevard attraverso il sobborgo fa parte del "Grand Illinois Trail" (letteralmente: grande sentiero dell'Illinois), un circuito di 925 km (575 miglia) riservato a biciclette e altri mezzi di trasporto non inquinanti attraverso bellezze naturali, curiosità e luoghi di interesse culturale. 
A Oak Park sono attivi molti club e gruppi di amanti della bicicletta e per questo aspetto è considerato il sobborgo più attivo della zona di Chicago.
La vicinanza di sentieri e storici viali alberati del sobborgo attirano ciclisti da tutta la regione; molti vi arrivano usando l'ampio sistema di trasporti pubblici della zona di Chicago.
Oak Park ha anche piccole imprese di "pedicab" che offrono visite guidate o un servizio di taxi.
È disponibile anche un servizio navetta gratuito che trasporta i ciclisti alla maggior parte delle attrazioni turistiche del sobborgo.

## I quartieri
Anche se situato all'interno di una piccola area geografica, il sobborgo di Oak Park contiene diversi quartieri distinti.
La parte nord di Oak Park, comunemente circoscritta a Lake Street, è tradizionalmente la zona più ricca del sobborgo, e vi appartiene lo storico quartiere Frank Lloyd Wright.
Vi si trovano diversi palazzi, in particolare lungo i viali Chicago Avenue e Nord Oak Park Avenue (abbreviata in "N Oak Park Ave").
Nella zona tra Lake Street e Madison Street (due strade parallele, distanti circa un chilometro, che percorrono il sobborgo da ovest a est: la zona mediana di Oak Park) sono presenti stili architettonici eterogenei e abitanti con redditi diversi. Palazzi del XIX secolo in stile vittoriano si alternano a costruzioni più piccole dell'ultimo dopoguerra.
Nella parte di Oak Park a sud di Madison Street, dove risiedono famiglie con reddito medio, le case sono più modeste di quelle della parte nord.
Fanno eccezione le case del "Seward Gunderson Historic District", dove sono presenti alcune delle prime case del '900.
Nel complesso la popolazione di Oak Park appartiene sia al ceto medio sia alla classe più benestante.
Sebbene vi siano vari quartieri commerciali a Oak Park, come l'"Arts District" (in passato chiamato "Harrison Street Arts District") che si trova lungo l'interstatale I-290 tra Ridgeland Avenue e Austin Boulevard, nel centro del sobborgo vi sono le principali attività commerciali tra Harlem Avenue a est e Oak Park Avenue/Euclid Avenue a ovest; Ontario Street a nord e South Boulevard/Pleasant Street a sud. Tuttavia, vi è un crescente tasso di posti vacanti in seno al centro di Oak Park. Molte imprese a conduzione familiare (in inglese: "mom-and-pop", mamma e papà) hanno abbandonato il centro del sobborgo per lasciare posto a catene di negozi di marca come "Cold Stone Creamery" e Starbucks. Nel sobborgo ci sono stati molti e accesi dibattiti sulla causa di questi abbandoni e sul modo per porvi fine.

## Dati demografici

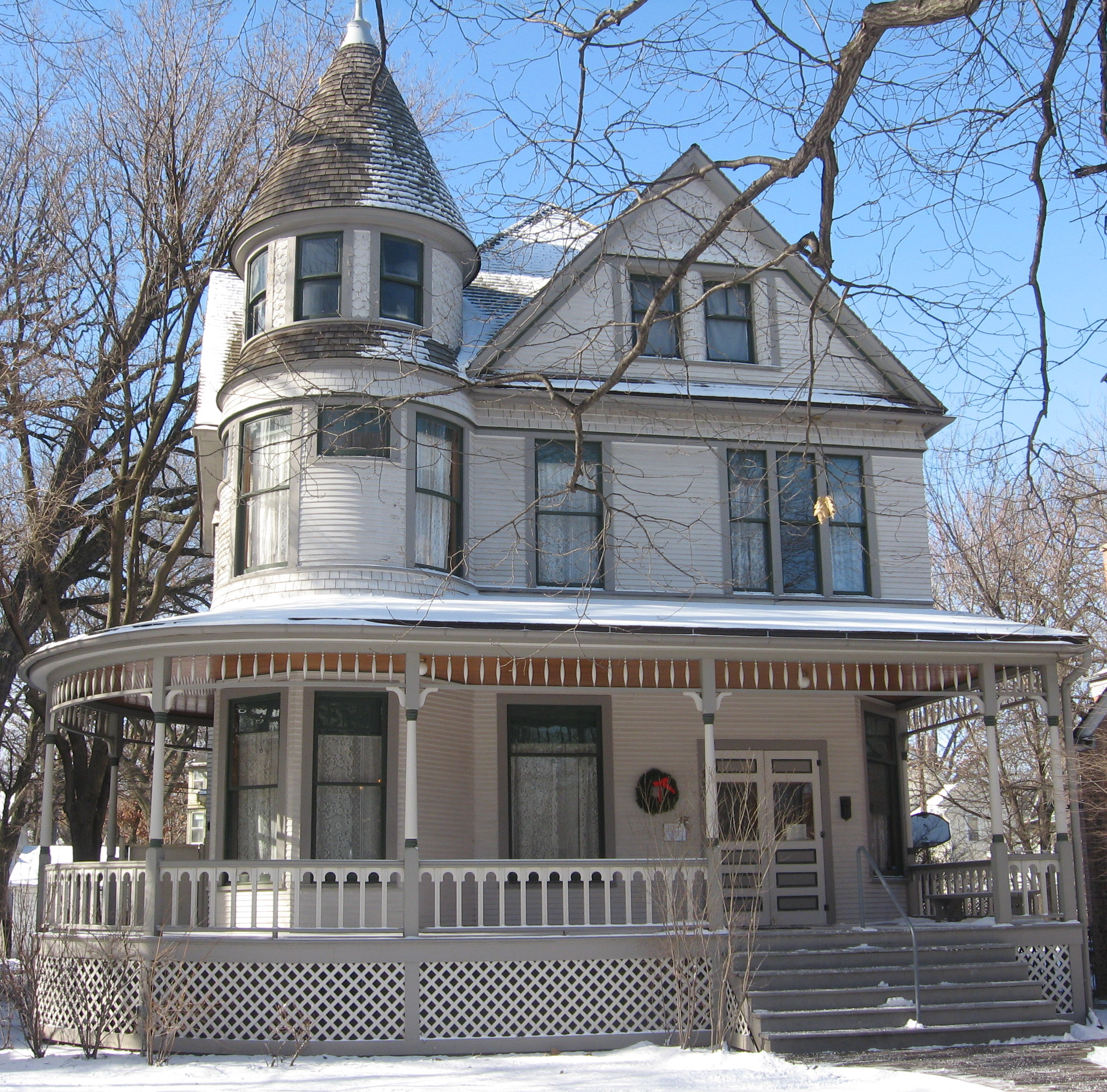
La casa in stile Vittoriano dove è nato Ernest Hemingway (339 N. Oak Park Avenue). È sede della Fondazione Hemingway a Oak Park (EHFOP) (foto: marzo 2006)

Al censimento del 2000 a Oak Park vi erano: 
- 52 524 abitanti
- 23 079 abitazioni

La densità della popolazione era di:
- 4 314,8 persone per km² (pari a 11 173,4 per miglio quadrato)

Abitazioni:
- 23 723 unità abitative
- 1 948,8 abitazioni/km² (5 046,6 abitazioni/miglio quadrato)

La composizione razziale del sobborgo era: 
- 68,78% di bianchi
- 22,44% di afroamericani
- 0,15% di nativi americani
- 4,15% di asiatici
- 0,03% originari delle isole del Pacifico
- 1,63% di altre razze
- 2,82% di due o più razze

Etnie:
- 4,52% latina o ispanica
- 14,5% irlandese
- 11,3% tedesca
- 6,8% italiana
- 5,5% inglese

Lingua parlata:
- 88,1% inglese
- 4,2% spagnolo come prima lingua

Sulle 23 079 abitazioni (100%):
- 12 980 (56,2%) erano occupate da famiglie. Tra queste:
  - 9 716 (42,1%) la direzione della famiglia era costituita da marito e moglie
  - 2 676 (11,6%) la direzione della famiglia era costituita da una donna sola
- 10 099 (43,8%) erano occupate da singoli, vuote o per altro uso

Nelle case occupate da famiglie (12 980):
- il 42,1% coppie sposate che vivono insieme
- il 29,5% con figli al di sotto dei 18 anni di età conviventi
- 11,6% con capo famiglia di sesso femminile (coniuge non presente)
- 43,8% persone singole
- 37,0% di tutte le famiglie erano costituite da persone fisiche
- 8,6% ha avuto qualcuno che vive da sola con 65 anni di età o più anziani.

Il rapporto abitazioni/abitanti era di 2,26.
La famiglia media era composta da 3,06 persone.
Nel sobborgo la popolazione per età era così suddivisa:
- 24,2% sotto 18 anni
- 6,7% tra 18 e 24 anni
- 32,2% tra 25 e 44 anni
- 24,4% tra 45 e 64 anni
- 9,5% oltre i 64 anni

L'età media era di 36 anni.
Per ogni 100 donne vi erano 86,9 uomini.
Per ogni 100 donne da 18 anni in su c'erano 82,2 uomini.
Da lungo tempo Oak Park incoraggia e sostiene la pluralità di razze ed etnie, particolarmente da quando è incominciato il "Chicago Open Housing Movement" del 1966.
Il sobborgo gestisce un "Diversity Assurance Program" (letteralmente: progetto di garanzia della pluralità) con il suo ufficio di pianificazione per la casa allo scopo di avere una popolazione stabile, mista e integrata.
Anni fa, Oak Park aveva eliminato l'uso del cartello "In vendita" di fronte alle case, considerato in larga misura una delle chiavi del successo nel mantenimento di una grande pluralità.
Questa legge però è stata dichiarata incostituzionale. Vedi la causa della "Linmark Associations, Inc." contro il comune di Willingboro, New Jersey; sentenza della Corte Suprema degli Stati Uniti n. 431/85 (giudice Thurgood Marshall).

## Istruzione
Oak Park ha otto scuole elementari:
- la Lincoln, intitolata a Abraham Lincoln
- la Mann, intitolata a Horace Mann (educatore e uomo politico)
- la Longfellow, intitolata a Henry Wadsworth Longfellow
- la Beye, intitolata a William Beye

- la Holmes, intitolata a Oliver Wendell Holmes
- la Whittier, intitolata a John Greenleaf Whittier, editore e poeta
- la Irving, intitolata a Washington Irving, scrittore, saggista, biografo e storico
- la Hatch, intitolata a William Hatch, teologo

due scuole medie inferiori:
- la Julian, da Percy Lavon Julian, chimico (in precedenza chiamata Nathaniel Hawthorne)
- la Brooks, da Gwendolyn Brooks, poetessa afroamericana vincitrice del premio Pulitzer (in passato intitolata a Ralph Waldo Emerson)

Tutte queste scuole dipendono dall'"Oak Park Elementary School District" o "Oak Park District 97".

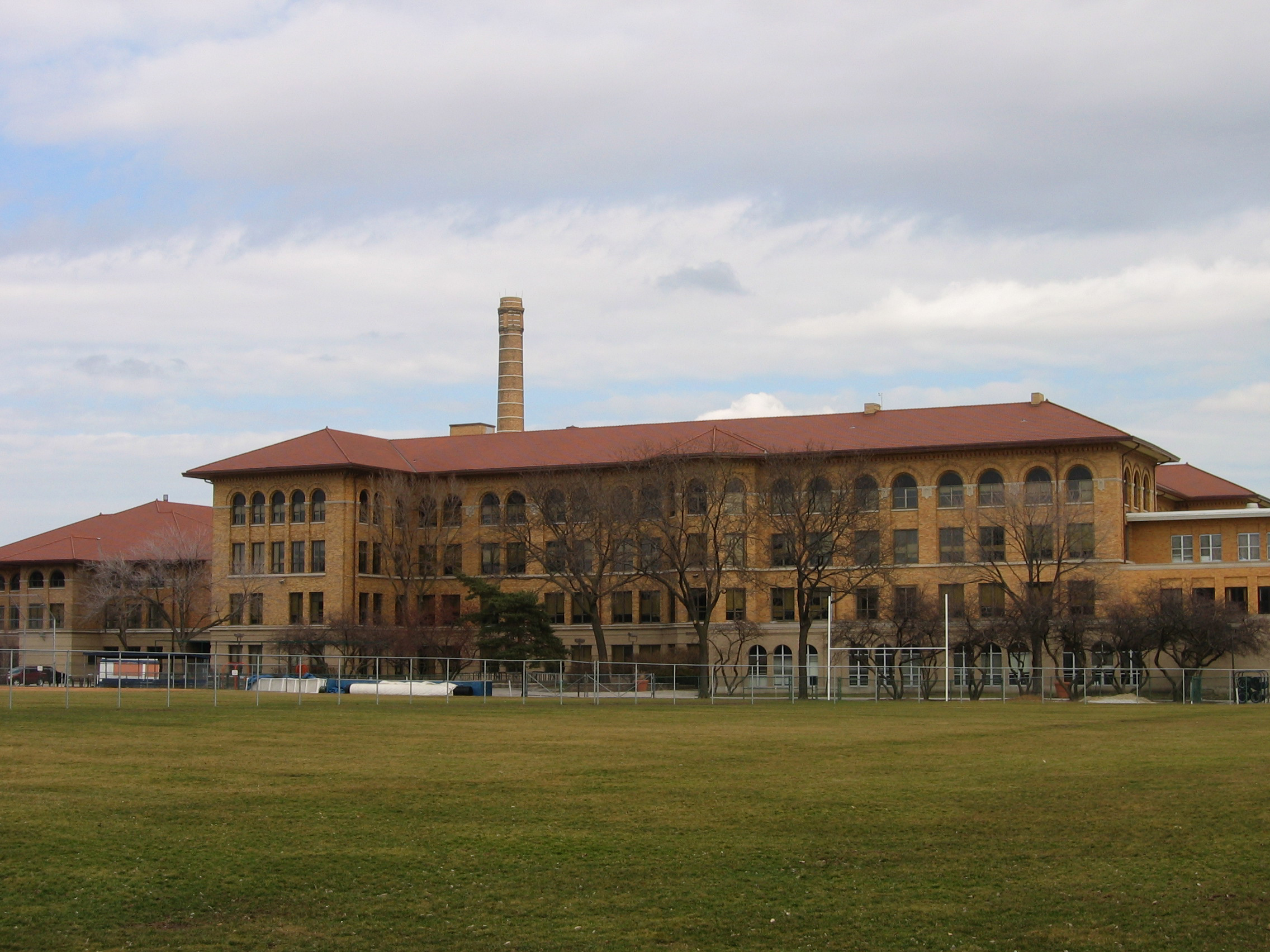
La "Oak Park and River Forest High School" (foto: marzo 2006)

Oak Park è anche la sede di due scuole medie superiori: 
- la "Oak Park e River Forest High School" (nota anche come OPRF[32]), gestita congiuntamente da Oak Park e dal contiguo sobborgo di River Forest; l'unica scuola del "Distretto educativo 200".
- la "Fenwick High School"[33]. È una scuola cattolica di preparazione al college gestita dai Domenicani. La scuola prende il nome da Edward Dominic Fenwick O.P., vescovo di Cincinnati dal 1821 al 1832.

Entrambe le scuole superiori, in una positiva competizione cittadina, hanno una lunga storia di elevati standard accademici.
La OPRF conferisce un premio ai suoi ex alunni che si sono distinti nella vita (il "Tradition of Excellence Award"). Tra questi Ernest Hemingway, Ray Kroc, Dan Castellaneta, il calciatore Hall-of-Famer George Trafton, l'attrice Mary Elizabeth Mastrantonio, la ballerina Helene Alexopoulos, l'astronomo Chad Trujillo e lo scrittore e consulente Allan Cox.
La OPRF è anche una delle poche scuole superiori nel Paese, e una delle sette nell'Illinois, che sia riuscita a inserire propri studenti nella "Cum Laude Society".
Tra gli ex alunni della "Fenwick High School" divenuti celebri Johnny Lattner vincitore dell'Heisman, Philip Caputo vincitore del premio Pulitzer, Edward Brennan ex amministratore delegato della Sears, Roebuck and Company (grande distribuzione organizzata), Pat Quinn vice governatore dell'Illinois, John Barron direttore generale del quotidiano "Chicago Sun-Times", Alan G. Lafley amministratore delegato della Procter & Gamble; vari giocatori delle nazionali NFL, NHL e NBA.

## Aspetti architettonici

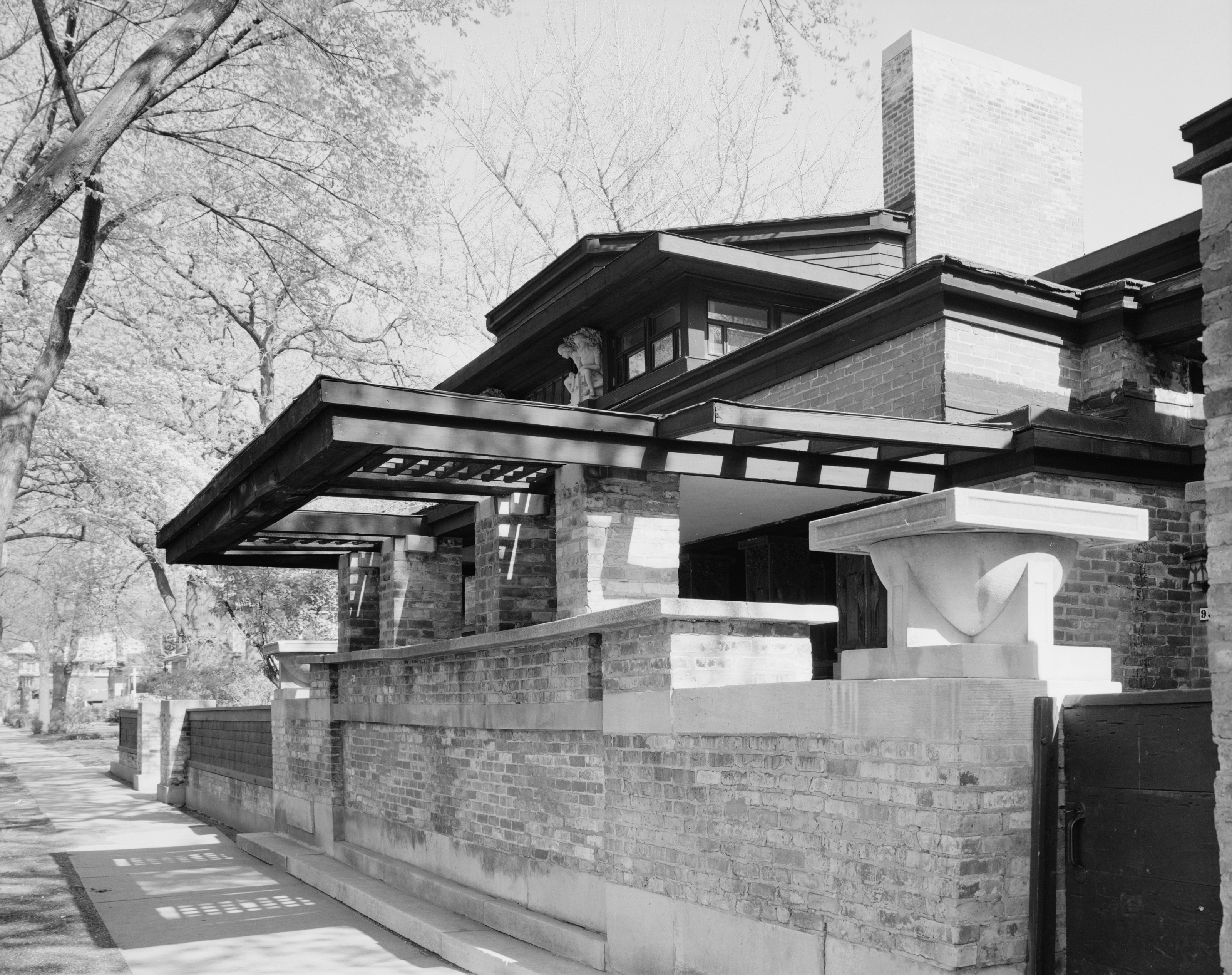
La casa di Frank Lloyd Wright a Oak Park

Frank Lloyd Wright ha trascorso venti anni della sua carriera di 70 anni a Oak Park, realizzando numerose case nella zona inclusa la propria. Lì ha vissuto e lavorato tra il 1889 e il 1909.
Il suo primo importante lavoro, la Winslow House, si trova nelle vicinanze, a River Forest. A Oak Park ci sono anche i primi esempi di case in stile "Prairie School" (letteralmente: casa della prateria; stile architettonico del Midwest a cui Wright è legato).
Wright ha anche progettato l'"Unity Temple", della Chiesa Unitaria, che fu costruito tra il 1905 e il 1908. 
Diversi sono stati gli artisti e architetti di fama che hanno lavorato nello studio di Wright a Oak Park; tra questi: Richard Bock, William Eugene Drummond, Marion Mahony Griffin e Walter Burley Griffin.
Molti edifici di Oak Park sono stati realizzati da altri noti architetti della scuola architettonica "Prairie School" come George W. Maher, John Van Bergen e Eben Ezra Roberts.
Inoltre vi sono edifici in vari stili architettonici di fine XIX secolo e inizio XX secolo sparsi nel sobborgo, particolarmente nel "Seward Gunderson Historic District".

## Arte e cultura

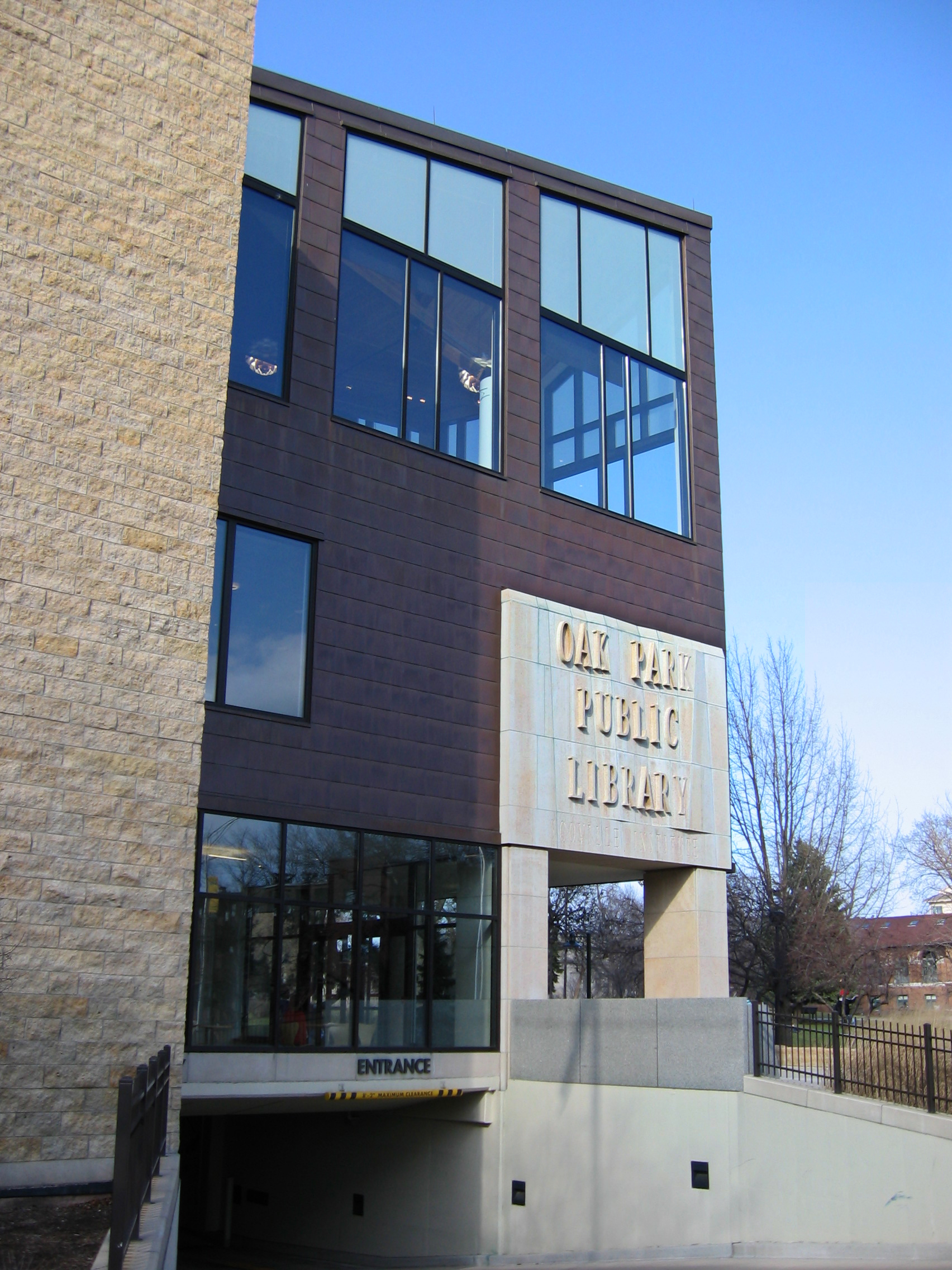
La biblioteca pubblica (foto: marzo 2006)

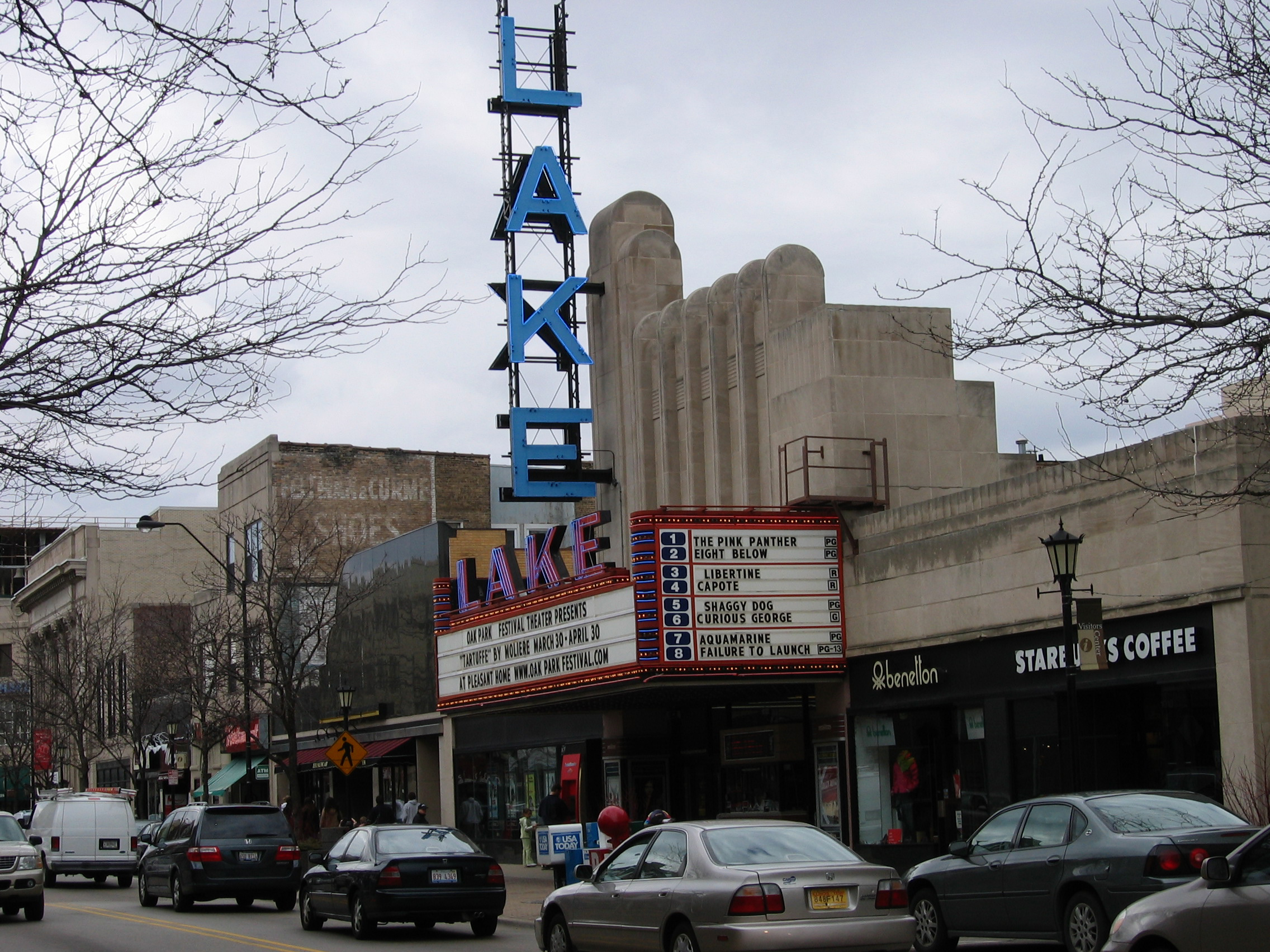
Cinema teatro in Lake Street (foto: marzo 2006)

Oak Park è conosciuta per la sua vivace comunità artistica.
L'"Oak Park Arts District" (in passato noto come "Harrison Street Arts District") è attivo da oltre un decennio. Si trova sulla Harrison Street e si espande tra Ridgeland Avenue a ovest e Austin Avenue a est. Attualmente (2008) sta vivendo una rinascita con molte boutique, gallerie, negozi e ristoranti che forniscono un'occasione di shopping, eventi culturali e vita notturna.
Oak Park è la patria di molte compagnie professionali di danza e teatro e vi è un rinnovato sforzo per creare un centro di cultura e arti. Entrambe le scuole medie, Percy Julian e Gwendolyn Brooks, hanno programmi di cultura teatrale che si chiamano CAST (Communications, Arts, Speech, Theatre) e BRAVO (Band, Repertory, Art, Voice e Orchestra) rispettivamente.
Oak Park è anche la sede di WPNA, una stazione radio in onde medie (sulla frequenza di 1490 kHz) per vari gruppi culturali ed etnici. La radio ha iniziato le trasmissioni nel 1951 trasmettendo dall'"Oak Park Arms Hotel".
Dal 1987 è di proprietà della "Polish National Alliance" (Alleanza Nazionale Polacca); il palinsesto della radio serve le diverse comunità linguistiche e culturali nell'area metropolitana di Chicago.